# Пітер Гофт

Пітер Гофт(нід. Pieter Corneliszoon Hooft, 16 березня, 1581, Амстердам — 21 травня, 1647, Гаага) — голландський історик, драматург і поет першої половини 17 століття.

## Життєпис
Походив з родини заможного амстердамського купця. Батько, Корнеліс Гофт, посідав важливі адміністративні посади в місті, був і мером міста.
В 17-річному віці батько узяв здібного сина з собою у подорож до Італії через Францію. Корнеліс Гофт призначав сина до комерційної кар'єри. Артистична натура сина, навпаки, мала хист до літератури і образотворчих мистецтв. Він був в повному захопленні від мистецьких скарбів, які накопичили італійці впродовж декількох століть безперервного культурного розвитку. Серед міст, де жили старший і молодший Гофти — Венеція і Флоренція.

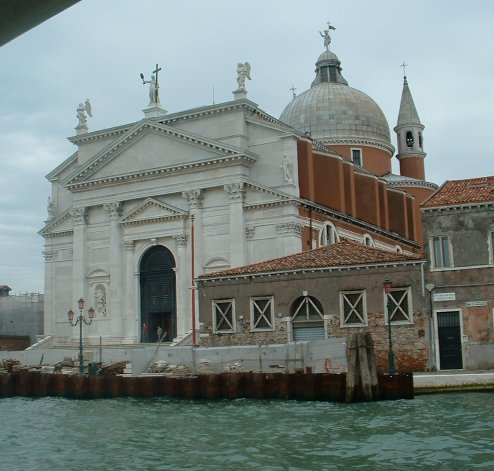
Церква Іль Реденторе, Венеція
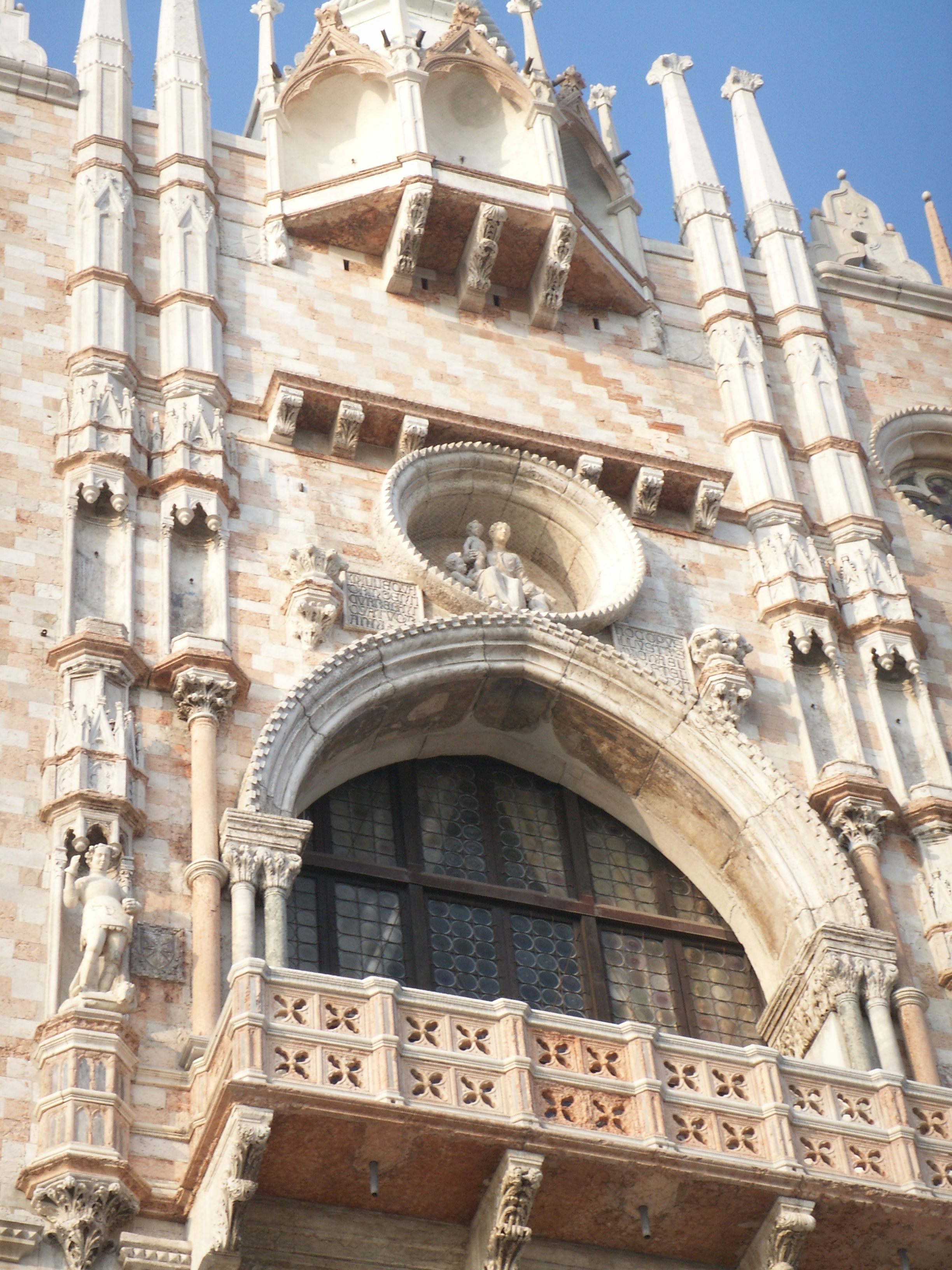
Балкон палацу дожів, Венеція
Джованні Белліні, Мертвий Христос і янголи
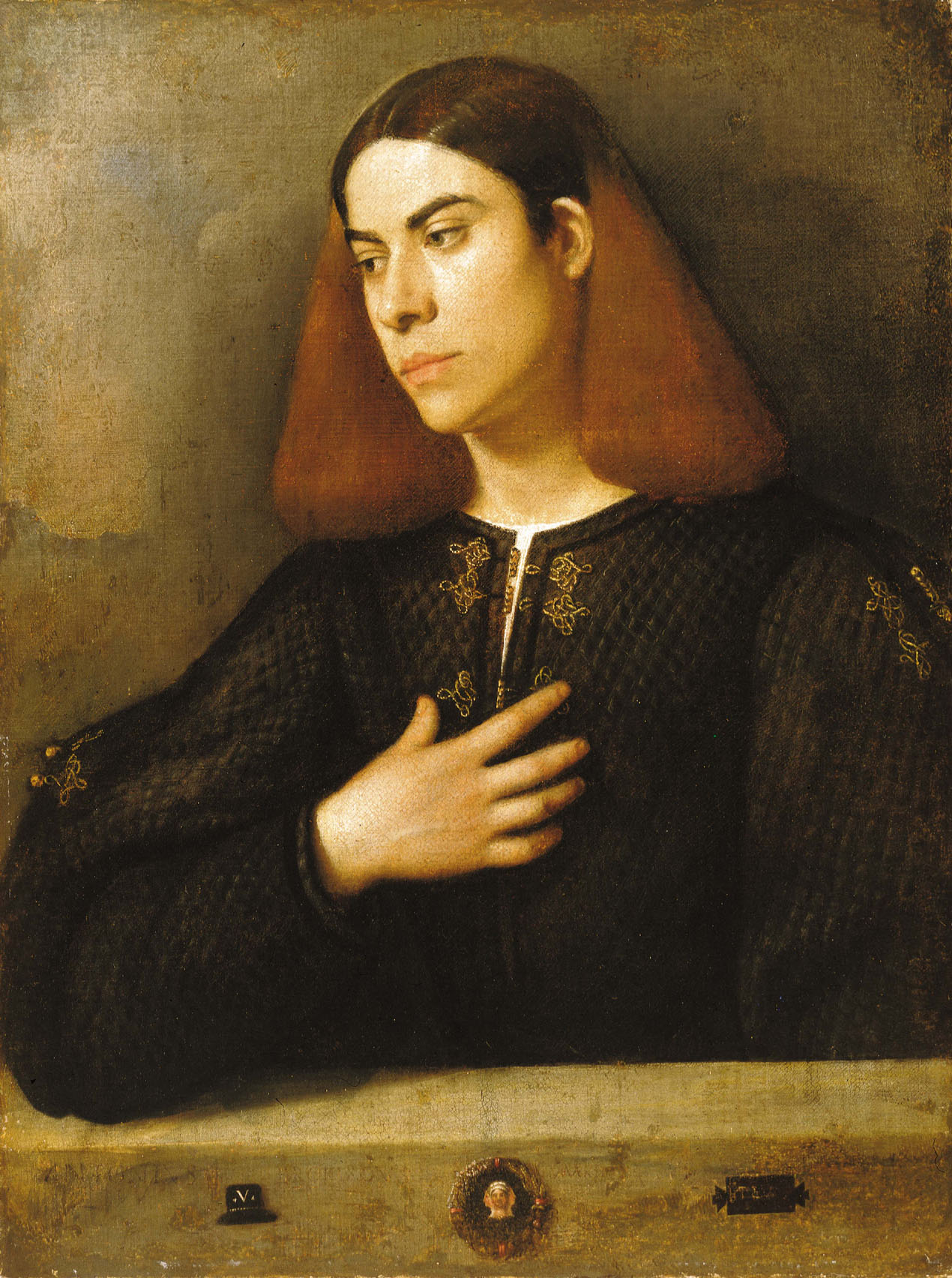
Джорджоне. Портрет невідомого венеційця

Після повернення з Італії, продовжив навчання в Лейденському університеті. Спрямував власну діяльність на літературу. Перекладав на нідерландську твори античних письменників, серед яких — Плавт, Тацит, а також італійця Петрарки. В роки життя в Амстердамі був членом одної з місцевих камери риторів разом з іншими літераторами, акторами і художниками.

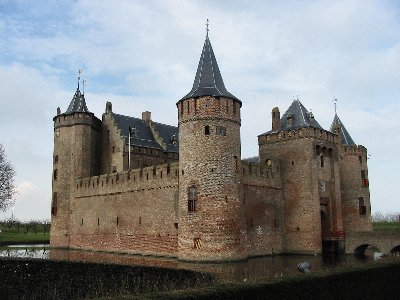
Замок Мюйдерслот на схід від Амстердама.

Отримав адміністративну посаду в провінції Мюйдер. Відбув по місцю служби, резиденцією якої був замок Мюйдерслот на схід від Амстердама. Перебування в замку використав для літературної творчості. Писав сонети, поєднуючи зразки сонетів Петрарки з пісенними нідерландськими мотивами. Найбільш відома книга — «Емблеми кохання», що оприлюднена 1611 року. Став автором декількох історичних драм і п'єс для камери риторів з міфологічними сюжетами («Граніда», «Ахілл и Поліксена»).
1628 року розпочав роботу щодо історичних подій Восьмидесятирічної війни. Було надруковано двадцять сім глав, сім з яких — по смерти письменника. Це епічне оповідання охопило період від 1555 (з року зречення престолу імператором Карлом V) до убивства Вильгельма I Оранського, що відбулося 1584 року. Зразком для власного твору слугував відповідний твір Тацита. Пафосний стиль, використаний Гофтом, важкий для розуміння. Створено сучасні голландські адаптації для легкочитності його текстів. Став засновником національної голландської так званої серйозної літератури на кшталт відповідних зразків у Франції чи Італії.

## Родина
Пітер Гофт був двічі одружений. Ще 1610 року він узяв шлюб з Кристиною ван Ерп. Перша дружина померла у віці 32 роки в 1624 р. В родині було п'ятеро дітей. Три роки по смерти першої дружини Пітер Гофт узяв шлюб вдруге в 1627 році з Леонорою Геллеманс (1595—1661), яка пережила чоловіка.

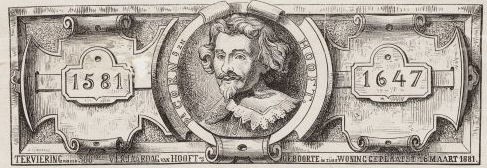